# Кремінь (заповідне урочище)
Кре́мінь — заповідне урочище (лісове) місцевого значення в Україні. Розташоване в межах Сколівського району Львівської області, на північний захід від села Тухля. 
Площа 324 га. Статус надано згідно з рішенням Львівського облвиконкому № 34 від 01.02.1991 року. Перебуває у віданні ДП «Славський лісгосп» (Тухлянське лісництво, кв. 1, 5). 
Статус надано з метою збереження високопродуктивних смерекових, смереково-ялицевих, букових насаджень, розташованих на крутосхилах масиву Сколівські Бескиди. 